# Taiji Tonoyama
Taiji Tonoyama (殿山泰司 Tonoyama Taiji?, n. 17 octombrie 1915, Kobe, Japonia – d. 30 aprilie 1989) a fost un actor japonez care a apărut în multe filme și seriale de televiziune din 1939 până în 1989.

## Biografie
Taiji Tonoyama a servit în armata japoneză din China în timpul celui de-Al Doilea Război Chino-Japonez și a considerat că a scăpat la limită de la moarte. A fost căsătorit, dar a avut și o amantă și a întreținut relații cu ambele femei până la sfârșitul vieții lui. Era un prieten apropiat al cineastului Kaneto Shindō și unul dintre actorii săi obișnuiți. A fost și eseist. În 1950 a participat la înființarea companiei de producție de film Kindai Eiga Kyokai, împreună cu regizorii Kaneto Shindō și Kōzaburō Yoshimura.
A fost un cititor pasionat de cărți polițiste și un fan al muzicii de jazz. A scris, de asemenea, o serie de eseuri semiautobiografice sub titlul  (三文役者 Sanmon Yakusha?), care are înțelesul „actor de categoria a treia”. Ulterior Kaneto Shindō a scris o biografie a lui Tonoyama cu titlul 三文役者の死 (Sanmon yakusha no shi?), care înseamnă „Moartea unui actor de categoria a treia”, pe care a ecranizat-o în filmul Sanmon Yakusha, Third-Rate Actor.
Taiji Tonoyama a apărut în peste 230 de filme între 1939 și 1989.

## Filmografie selectivă
- 1947: Récit d'un propriétaire (長屋紳士録 Nagaya shinshiroku?), regizat de Yasujirō Ozu
- 1948: L'Ange ivre (酔いどれ天使 Yoidore tenshi?), regizat de Akira Kurosawa - proprietarul magazinului[8]
- 1950: Scandale (醜聞 Shubun?), regizat de Akira Kurosawa - prietenul lui Aoye[9]
- 1951: Les Habits de la vanité (偽れる盛装 Itsuwareru seiso?), regizat de Kōzaburō Yoshimura - Kasama
- 1951: Le Roman de Genji (源氏物語 Genji monogatari?), regizat de Kōzaburō Yoshimura
- 1952: Copiii din Hiroshima (原爆の子 Gembaku no ko?), regizat de Kaneto Shindō
- 1953: Epitome (縮図 Shukuzu?), regizat de Kaneto Shindō
- 1953: La Porte de l'enfer (地獄門 Jigokumon?), regizat de Teinosuke Kinugasa
- 1953: Zankyō no minato (残侠の港?), regizat de Kiyoshi Saeki
- 1953: La Vie d'une femme (女の一生 Onna no issho?), regizat de Kaneto Shindō
- 1954: Quartier sans soleil (太陽のない街 Taiyō no nai machi?), regizat de Satsuo Yamamoto
- 1956: Umbre în plină zi (真昼の暗黒 Mahiru no ankoku?), regizat de Tadashi Imai - Uhei Matsumura
- 1958: La tristesse est aux femmes (悲しみは女だけに Kanashimi wa onna dakeni?), regizat de Kaneto Shindō - Akamatsu
- 1959: Mon deuxième frère (にあんちゃん Nianchan?), regizat de Shōhei Imamura
- 1959: Bonjour (お早う Ohayo?), regizat de Yasujirō Ozu
- 1959: La Condition de l'homme: Il n'y a pas de plus grand amour (人間の條件 Ningen no joken I?), regizat de Masaki Kobayashi
- 1960: Insula (裸の島 Hadaka no shima?), regizat de Kaneto Shindō
- 1961: Cochons et Cuirassés (豚と軍艦 Buta to gunkan?), regizat de Shōhei Imamura
- 1962: L'Homme (人間 Ningen?), regizat de Kaneto Shindō
- 1962: La Source thermale d’Akitsu (秋津温泉 Akitsu onsen?), regizat de Yoshishige Yoshida
- 1963: La Femme insecte (にっぽん昆虫記 Nippon konchuki?), regizat de Shōhei Imamura
- 1963: 18 jeunes gens à l’appel de l’orage (嵐を呼ぶ十八人 Arashi o yobu juhachi-nin?), regizat de Yoshishige Yoshida
- 1964: Désir meurtrier (赤い殺意 Akai satsui?), regizat de Shōhei Imamura
- 1964: Onibaba (鬼婆?), regizat de Kaneto Shindō
- 1965: La Femme de Seisaku (清作の妻 Seisaku no tsuma?), regizat de Yasuzō Masumura
- 1966: L'Obsédé en plein jour (白昼の通り魔 Hakuchu no torima?), regizat de Nagisa Ōshima
- 1966: L'Île du châtiment (処刑の島 Shokei no shima?), regizat de Masahiro Shinoda
- 1967: Été japonais : Double suicide contraint (無理心中日本の夏 Muri shinju : Nihon no natsu?), regizat de Nagisa Ōshima
- 1968: Profonds désirs des dieux (神々の深き欲望 Kamigami no fukaki yokubo?), regizat de Shōhei Imamura
- 1968: Le Retour des trois soûlards (帰って来たヨッパライ Kaettekita yopparai?), regizat de Nagisa Ōshima
- 1971: La Cérémonie (儀式 Gishiki?), regizat de Nagisa Ōshima
- 1971: Silence (沈黙 Chinmoku?), regizat de Masahiro Shinoda - un paznic
- 1972: Une petite sœur pour l’été (夏の妹 Natsu no imoto?), regizat de Nagisa Ōshima
- 1976: L'Empire des sens (愛のコリーダ Ai no korida?), regizat de Nagisa Ōshima
- 1977: Orin la proscrite (はなれ瞽女おりん Hanare goze Orin?), regizat de Masahiro Shinoda
- 1978: L'Empire de la passion (愛の亡霊 Ai no borei?), regizat de Nagisa Ōshima
- 1979: La vengeance est à moi (復讐するは我にあり Fukushū suru wa ware ni ari?), regizat de Shōhei Imamura
- 1981: Edo Porn (北斎漫画 Hokusai manga?), regizat de Kaneto Shindō
- 1981: Eijanaika (ええじゃないか Eejanaika?), regizat de Shōhei Imamura
- 1981: Les Fruits de la passion, regizat de Shūji Terayama
- 1982: Piscine sans eau (水のないプール Mizu no nai pūru?), regizat de Kōji Wakamatsu
- 1983: La Ballade de Narayama (楢山節考 Narayama bushi-ko?), regizat de Shōhei Imamura
- 1983: La Chambre noire (暗室 Anshitsu?), regizat de Kirio Urayama
- 1987: Zegen, le seigneur des bordels (女衒 Zegen?), regizat de Shōhei Imamura
- 1987: Hachikō Monogatari (ハチ公物語 Hachikō monogatari?), regizat de Seijirō Kōyama - Hashimoto
- 1989: Pluie noire (黒い雨 Kuroi ame?), regizat de Shōhei Imamura

## Cărți
| An   | Titlu romanizat                                                | Titlu original                                   | Note                                                                                                   | ISBN                    |
| ---- | -------------------------------------------------------------- | ------------------------------------------------ | --- | ----------------------- |
| 1969 | Nihon onna chizu: shizen wa nikutai ni donna eikyo o ataeru ka | 日本女地図: 自然は、肉体にどんな影響を与えるのか | O comparație între corpurile femeilor, în special între vaginele lor, din diferite părți ale Japoniei. | ISBN: 978-4-04-154201-9 |
| 1980 | Sanmon yakusha anaki den (3 părți)                             | 三文役者あなあきい伝PART1~PART3                  | | ISBN: 978-4-480-02937-9 |

## Premii și distincții
- 1963: Premiul Mainichi pentru cel mai bun actor pentru L'Homme[10][11]

## Legături externe
- Taiji Tonoyama la Internet Movie Database
- Tonoyama Taiji pe Japanese Movie Database
- Goo Movies